# Ладисполи
Лади́споли (итал. Ladispoli) — город в Италии, располагается в области Лацио, подчиняется административному центру Рим.
Население составляет 41 604 человек (на 2018 год), плотность населения составляет 1436 чел./км². Занимает площадь 25 км². Почтовый индекс — 055. Телефонный код — 06.
Покровителем города почитается святой Иосиф Обручник, празднование 19 марта.